# Ofenreise
Als Ofenreise bezeichnet man in der glas-, NE-Metall- und eisenverarbeitenden Industrie die Betriebsdauer eines Schmelz- oder Hochofens von der Anbrandphase bis zum Ausklingen der Verbrennung. Teilweise wird mit dem Begriff Ofenreise auch die Lebensdauer einer Glasschmelzwanne bezeichnet.

## Metallurgische Öfen
Die Betriebsdauer der Öfen ist – obwohl ein ununterbrochener Betrieb ökonomisch wünschenswert wäre – jeweils auf einige Jahre begrenzt. Schmelz- und Hochöfen der Eisenbearbeitung setzen sich während des Betriebs nach und nach mit Aschen und anderen Rückständen aus den Verbrennungsvorgängen (Schlacke, Hüttensand) zu. Dies führt zu einer Minderleistung und erhöhtem Schadstoffausstoß. Weiterhin verschleißt die Feuerfestausmauerung, die anschließend ausgetauscht werden muss.
Nach Ablauf jeder Ofenreise müssen die Öfen einer Inspektion, Reparatur und Reinigung unterzogen werden, bevor sie wieder in Betrieb genommen werden können.

## Glasschmelzwannen
Bei Glasschmelzwannen bewirkt das zähfließende, heiße Glas den Verschleiß der feuerfesten sogenannten Wannenausmauerung. Dabei entsteht neben abrasivem Verschleiß, sowie vor allem  durch physikalisch-chemische Wechselwirkungen mit der Auskleidung, eine Korrosion der feuerfesten Materialien. Die je nach Glasart chemisch unterschiedliche aggressive Atmosphäre und die regelmäßigen Temperaturwechsel beanspruchen das Gewölbe und bei Nutzung von Regenerativkammern zur Energierückgewinnung ebendiese erheblich. Die Reisezeit erreicht bei Spezialglaswannen einige wenige Jahre. Sie beträgt bei Hohlglaswannen ca. zehn Jahre  und bis zu 15 Jahre bei Flachglaswannen. Durch konstruktive Maßnahmen und kleinere Reparaturen wird zunehmend versucht, die Wannenreise ohne eine Unterbrechung (Zwischenreparatur bzw. zeitweisem Stillstand) zu verlängern. 
Mit der anschließenden Hauptreparatur wird das alte, durch Korrosion angegriffene, feuerfeste Material ausgebrochen und anschließend ersetzt. Hierbei wird gewöhnlich aus Kostengründen versucht, so viele Baugruppen wie möglich zu erhalten. Eine Hauptreparatur inklusive anschließendem vorsichtigen Antempern (Glas-zu-Glas) dauert gewöhnlich 60 (Hohlglas) oder 90 Tage (Flachglas).